# Mélange
Mélange refiere a un cuerpo de roca de tamaño cartografiable con una estructura ínterna fragmentada que incluye grandes bloques y con una matriz comúnmente deformada. Las mélanges a menudo contienen tectonitas. El término es principalmente descriptivo ya que los procesos involucrados en la formación de mélanges son diversos. El término mélange se difundió ampliamente entre geólogos luego de una conferencia geológica en 1978 en Santa Bárbara, California, sobre el tema.